# Château de Roquefort-les-Pins
Pour les articles homonymes, voir Château de Roquefort.
Les ruines du château de Roquefort se trouvent au sommet d'une colline au lieu-dit du Castellas dans la commune de Roquefort-les-Pins.

## Historique
Selon les historiens, le château a été détruit durant la guerre de Cent ans, en 1341, sur ordre du comte de Provence. Il s'agissait de mettre un terme aux exactions d'un moine prieur de Roquefort, Féraud de Cabris, qui revenait se protéger dans cet antre après ses raids meurtriers… Le château fut détruit dans des circonstances dramatiques comme l'atteste un texte ancien reproduit sur un panneau à l'entrée du site :
"Féraud de Cabris, moine et prieur de Rochefort, ayant rassemblé un grand nombre de gens d'armes dans les châteaux de Rochefort et de La Garde, faisait de grandes vilenies contre les voisins et passans, et, ayant grossi ses troupes, feust assiéger le chasteau de Draguignan, où il mist le feu et brusla ceux qui estoient dedans et continuant ses courses et violences par toute la Provence, le Roy Robert donna commission à la communauté de Grasse de s'en saisir ou s'en défaire ; lesquels étant allés à Rochefort pour exécuter l'ordre du Roy, furent repoussés et maltraités, ce que le Roy ayant appris, donna la commission à la communauté de Saint Paul ; lesquels, ayant espié le temps que son monde estoit allé à la petite guerre et que lui restoit avec peu de gens, tous les habitants de Saint Paul, hommes, femmes et enfants, y furent, investir le chasteau de touts côtés et, s'estans mis en défence, ne peut empescher qu'ils ne missent le feu au chasteau, et qu'il ne feust bruslé avec touts ceux qui estoient dedans, comme il avait fait à Draguignan." (Les Seigneuries d'outre-Siagne, Robert Jeancard. Cannes 1952)
En 2009, le site était en cours d'étude archéologique et en réhabilitation.

## Architecture

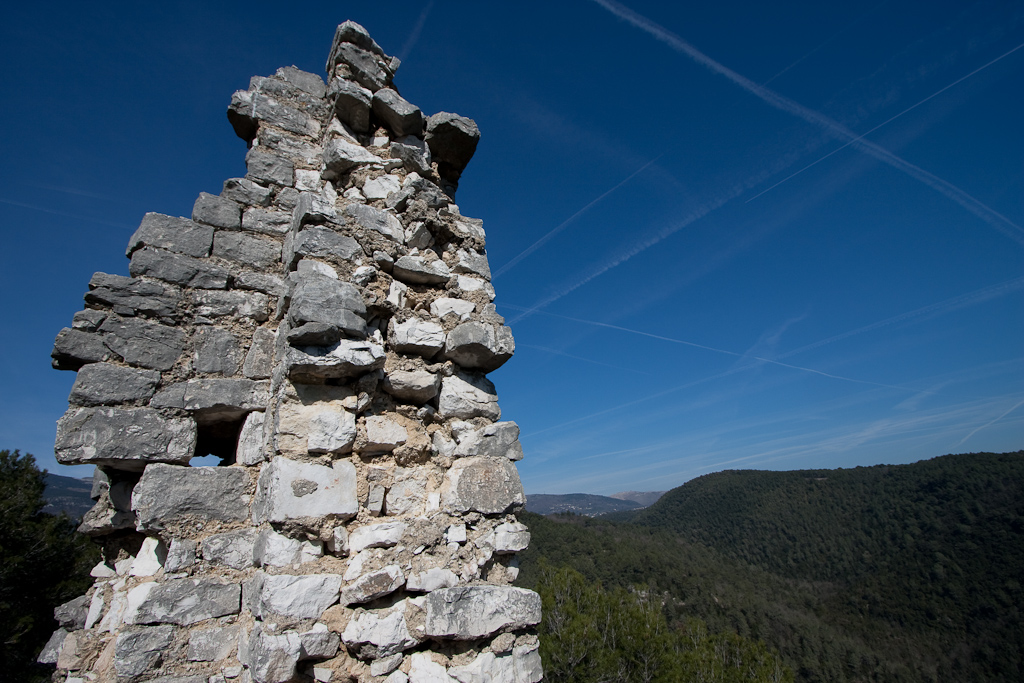
Restes de la tour.

Le château est à l'état de ruines (vestiges de remparts, d'un donjon, d'une abside d'église romane…). 
Des restes de l'enceinte du village déserté sont également visibles.
Des fouilles archéologiques ont été menées en 2000 sur le site.